# Rovirosa, Centro
Rovirosa är en ort i Mexiko.   Den ligger i kommunen Centro och delstaten Tabasco, i den sydöstra delen av landet, 700 km öster om huvudstaden Mexico City. Rovirosa ligger 14 meter över havet och antalet invånare är 640.
Terrängen runt Rovirosa är mycket platt. Runt Rovirosa är det tätbefolkat, med 427 invånare per kvadratkilometer. Närmaste större samhälle är Tamulte de las Sabanas, 1,8 km väster om Rovirosa. Trakten runt Rovirosa består till största delen av jordbruksmark.